# Taenaris mylaechoides
Taenaris mylaechoides är en fjärilsart som beskrevs av Hans Fruhstorfer 1905. Taenaris mylaechoides ingår i släktet Taenaris och familjen praktfjärilar. Inga underarter finns listade i Catalogue of Life.